# Пам'ятник Леніну (Полтава)
Пам'ятник Володимиру Іллічу Леніну — пам'ятник, встановлений 1960 року в місті Полтаві організатору збройного Жовтневого перевороту восени 1917 року, радянському політичному діячеві Володимиру Леніну (Ульянову). Пам'ятник простояв від 22 квітня 1960 до 21 лютого 2014 року, коли його повалили полтавці під час протестів «Євромайдану». З квітня 2014 року на місці постамента — народний меморіал пам'яті Небесної Сотні.

## Загальна інформація, опис
Пам'ятник споруджений на однойменній площі в центральній частині міста. Після війни 1941—1945 років усі будівлі на площі були зруйновані або сильно ушкоджені, тому було ухвалене рішення їх не відновлювати, а закласти в її центрі сквер. 22 квітня 1960 року в сквері відкритий пам'ятник засновнику і керівнику партії більшовиків, одному з головних творців СРСР Володимиру Леніну.
Автори пам'ятника — скульптор лауреат Ленінської і Державної премій СРСР, Герой Соціалістичної Праці Лев Юхимович Кербель, архітектори Олексій Миколайович Душкін і Лев Семенович Вайнгорт. Пам'ятник являв собою бронзову скульптуру Леніна, встановлену на постаменті з чорного полірованого лабрадориту. Загальна висота композиції — 8,9 м. Незважаючи на те, що скульптура виконана за канонами соцреалізму, даний твір відрізнявся м'якістю образу.
Біля пам'ятника «вождю» відбувались святкові мітинги, демонстрації та інші ідеологічні урочистості.

## Повалення пам'ятника. Монумент «Небесній сотні»
На підйомі подій на Майдані Незалежності в Києві полтавське народне Віче ухвалило рішення про повалення пам'ятника Леніну на знак протесту проти влади. 21 лютого 2014 року пам'ятник був повалений полтавцями. Під український гімн на постамент був встановлений державний прапор України, а бронзова скульптура розпиляна болгаркою.
У той же день Народна Рада проголосувала за те, що на місці знесеного пам'ятника Леніну, було побудовано меморіал героям Єврореволюції. 22 лютого перед фасадом постаменту місцеві жителі установили невелику стелу із зображенням Божої Матері з Ісусом на руках. До постаменту, де стояв пам'ятник Леніну, місцеві жителі несуть квіти і запалюють свічки у пам'ять про загиблих майданівців.
Бронзову скульптуру «вождя» планується переплавити на церковні дзвони.